# Fame chimica
Fame chimica è un film del 2003, diretto da Antonio Bocola e Paolo Vari. Il film è la rielaborazione del cortometraggio omonimo del 1997 degli stessi registi.

## Trama
Claudio e Manuel, amici da sempre, sono cresciuti nel contesto non facile della Barona, quartiere della periferia sud di Milano e hanno condiviso le principali esperienze della loro vita.
Tuttavia sono molto diversi: Claudio si ammazza di lavoro in una cooperativa a ritmi esasperati, per portare a casa qualche soldo, ma si sente totalmente insoddisfatto e senza alcuna prospettiva per il futuro; Manuel lavora come gommista, ma di fatto il suo business è lo spaccio, che gli fa guadagnare un bel po' di soldi e il rispetto degli zarri del quartiere. Manuel rappresenta il prototipo dello zarro metropolitano e in piazzetta è lui il capo. L'amicizia tra i due giovani si incrina a causa di una ragazza,  Maja, ex compagna di scuola di Claudio, che vive a Londra ed è tornata per alcuni giorni in città.
Sullo sfondo c'è la vicenda della piazzetta che vive il rapporto conflittuale tra immigrati e italiani. Il tabaccaio Grignani (che poi è il padre di Maja) organizza un comitato per costruire una cancellata per separare gli italiani dagli stranieri, che sono accusati di essere la fonte di tutto il degrado della zona. Claudio, però, è convinto che l'edificazione della barriera sia un pretesto per eliminare la concorrenza del maghrebino Zakhir che gestisce l'altro bar della piazzetta, ma, nonostante ciò, l'iniziativa trova forte sostegno da parte della popolazione del quartiere.
Una notte, mentre Claudio, Maja e Manuel passeggiano assieme, scoppia una bomba nel bar di Grignani. Arrivata la polizia, Maja e Claudio riescono a scappare. Manuel, invece, rimasto ferito nell'esplosione, reagisce aggredendo un poliziotto e rubandogli la pistola, ma poco dopo viene arrestato.
Le accuse che pesano su di lui sono gravi: ha minacciato un poliziotto e viene trovato in possesso di cocaina, quindi rischia parecchi anni.
La vicenda si chiude con Claudio che decide di finirla con il suo ingrato lavoro e con  Maja che lo aspetta fuori dal cancello della cooperativa da cui Claudio si è licenziato, lasciando presagire che anche lui partirà con lei per Londra. Intanto in piazzetta la cancellata verrà costruita, ma per Grignani, che guarda sconsolato il suo bar distrutto, non c'è niente da festeggiare.

## Distribuzione
Presentato alla 60ª Mostra internazionale d'arte cinematografica di Venezia del 2003, è stato distribuito nei cinema italiani dal 30 aprile 2004.

## Colonna sonora

### Album
Il 16 aprile 2004 è stato pubblicato con etichetta Nove Nove/BMG la colonna sonora del film.

#### Tracce
1. Dio Bel è Zambo Shalo - Al Mukawama
2. Zion High  - Zion Train
3. Time Travel - Royalize
4. Ella's Melody - Zion Train
5. Stai mai cca' - 24 Grana
6. Zoara - DJ Funk
7. Nuova ossessione (club mix) - Subsonica
8. Express lunch - Systems of Survival
9. Guarda Milano - Ginosauri
10. Cuore in gola - Michele D'Anca
11. Ahi, disperata vita - Pino Daniele
12. La linea scura - Ludovico Einaudi
13. O ballo re' pezzienti  - Al Mukawama
14. Vesuvio - E Zèzi
15. True Born - Al Mukawama

## Riconoscimenti
- 2004 - Festival di Annecy
  - Miglior film
  - Miglior attore
  - Premio del pubblico[3]
- 2004 - Premio Giuseppe De Santis
  - Dolly d'oro miglior regia
- 2004 - Festival Magna Graecia
  - Miglior film